# Lista siturilor arheologice din județul Caraș-Severin
Lista siturilor arheologice din județul Caraș-Severin conține toate siturile arheologice din județul Caraș-Severin înscrise în Repertoriul Arheologic Național (RAN). RAN este administrat de Ministerul Culturii și Patrimoniului Național și cuprinde date științifice, cartografice, topografice, imagini și planuri, precum și orice alte informații privitoare la zonele cu potențial arheologic, studiate sau nu, încă existente sau dispărute.
Datorită numărului mare de situri, această listă a fost împărțită după localitatea în care se află situl. Dacă știți localitatea (satul sau orașul) în care se află situl, alegeți localitatea din lista din această pagină. Dacă nu știți localitatea, puteți căuta un sit din județ folosind formularul de mai jos.
| A ↑ A B C D E F G H I Î J K L M N O P Q R S Ș T Ț U V W X Y Z ↓ | A ↑ A B C D E F G H I Î J K L M N O P Q R S Ș T Ț U V W X Y Z ↓ | A ↑ A B C D E F G H I Î J K L M N O P Q R S Ș T Ț U V W X Y Z ↓ | A ↑ A B C D E F G H I Î J K L M N O P Q R S Ș T Ț U V W X Y Z ↓ | A ↑ A B C D E F G H I Î J K L M N O P Q R S Ș T Ț U V W X Y Z ↓ | A ↑ A B C D E F G H I Î J K L M N O P Q R S Ș T Ț U V W X Y Z ↓ | A ↑ A B C D E F G H I Î J K L M N O P Q R S Ș T Ț U V W X Y Z ↓ | A ↑ A B C D E F G H I Î J K L M N O P Q R S Ș T Ț U V W X Y Z ↓ | A ↑ A B C D E F G H I Î J K L M N O P Q R S Ș T Ț U V W X Y Z ↓ | A ↑ A B C D E F G H I Î J K L M N O P Q R S Ș T Ț U V W X Y Z ↓ |
| --------------------------------------------------------------- | --------------------------------------------------------------- | --------------------------------------------------------------- | --------------------------------------------------------------- | --------------------------------------------------------------- | --------------------------------------------------------------- | --------------------------------------------------------------- | --------------------------------------------------------------- | --------------------------------------------------------------- | --------------------------------------------------------------- |
| Agadici                                                         | Anina                                                           | Armeniș                                                         |                                                                 |                                                                 |                                                                 |                                                                 |                                                                 |                                                                 |                                                                 |
| B ↑ A B C D E F G H I Î J K L M N O P Q R S Ș T Ț U V W X Y Z ↓ |                                                                 |                                                                 |                                                                 |                                                                 |                                                                 |                                                                 |                                                                 |                                                                 |                                                                 |
| Baziaș                                                          | Băile Herculane                                                 | Bănia                                                           | Bărbosu                                                         | Băuțar                                                          |                                                                 |                                                                 |                                                                 |                                                                 |                                                                 |
| Belobresca                                                      | Berliște                                                        | Berzasca                                                        | Berzovia                                                        | Biniș                                                           |                                                                 |                                                                 |                                                                 |                                                                 |                                                                 |
| Bocșa                                                           | Bogăltin                                                        | Bogodinț                                                        | Bolvașnița                                                      | Borlova                                                         |                                                                 |                                                                 |                                                                 |                                                                 |                                                                 |
| Borlovenii Noi                                                  | Borlovenii Vechi                                                | Bozovici                                                        | Brădișoru de Jos                                                | Brebu                                                           |                                                                 |                                                                 |                                                                 |                                                                 |                                                                 |
| Broșteni                                                        | Buchin                                                          | Bucoșnița                                                       | Bucova                                                          |                                                                 |                                                                 |                                                                 |                                                                 |                                                                 |                                                                 |
| C ↑ A B C D E F G H I Î J K L M N O P Q R S Ș T Ț U V W X Y Z ↓ |                                                                 |                                                                 |                                                                 |                                                                 |                                                                 |                                                                 |                                                                 |                                                                 |                                                                 |
| Calnic                                                          | Camenița                                                        | Caransebeș                                                      | Carașova                                                        | Călina                                                          |                                                                 |                                                                 |                                                                 |                                                                 |                                                                 |
| Cărbunari                                                       | Căvăran                                                         | Câmpia                                                          | Cârnecea                                                        | Ciclova Montană                                                 |                                                                 |                                                                 |                                                                 |                                                                 |                                                                 |
| Ciclova Română                                                  | Ciortea                                                         | Ciuchici                                                        | Ciuta                                                           | Clocotici                                                       |                                                                 |                                                                 |                                                                 |                                                                 |                                                                 |
| Comorâște                                                       | Copăcele                                                        | Cornea                                                          | Cornereva                                                       | Cornuțel                                                        |                                                                 |                                                                 |                                                                 |                                                                 |                                                                 |
| Coronini                                                        | Cozla                                                           | Cracul Almaj                                                    | Crușovăț                                                        | Cuptoare                                                        |                                                                 |                                                                 |                                                                 |                                                                 |                                                                 |
| D ↑ A B C D E F G H I Î J K L M N O P Q R S Ș T Ț U V W X Y Z ↓ |                                                                 |                                                                 |                                                                 |                                                                 |                                                                 |                                                                 |                                                                 |                                                                 |                                                                 |
| Dalboșeț                                                        | Dalci                                                           | Delinești                                                       | Dezești                                                         | Divici                                                          |                                                                 |                                                                 |                                                                 |                                                                 |                                                                 |
| Doclin                                                          | Dognecea                                                        | Doman                                                           | Domașnea                                                        | Drencova                                                        |                                                                 |                                                                 |                                                                 |                                                                 |                                                                 |
| Duleu                                                           |                                                                 |                                                                 |                                                                 |                                                                 |                                                                 |                                                                 |                                                                 |                                                                 |                                                                 |
| E ↑ A B C D E F G H I Î J K L M N O P Q R S Ș T Ț U V W X Y Z ↓ |                                                                 |                                                                 |                                                                 |                                                                 |                                                                 |                                                                 |                                                                 |                                                                 |                                                                 |
| Eftimie Murgu                                                   | Ersig                                                           | Ezeriș                                                          |                                                                 |                                                                 |                                                                 |                                                                 |                                                                 |                                                                 |                                                                 |
| F ↑ A B C D E F G H I Î J K L M N O P Q R S Ș T Ț U V W X Y Z ↓ |                                                                 |                                                                 |                                                                 |                                                                 |                                                                 |                                                                 |                                                                 |                                                                 |                                                                 |
| Fârliug                                                         | Feneș                                                           | Fizeș                                                           | Forotic                                                         | Frăsiniș                                                        |                                                                 |                                                                 |                                                                 |                                                                 |                                                                 |
| G ↑ A B C D E F G H I Î J K L M N O P Q R S Ș T Ț U V W X Y Z ↓ |                                                                 |                                                                 |                                                                 |                                                                 |                                                                 |                                                                 |                                                                 |                                                                 |                                                                 |
| Gărbovăț                                                        | Gârliște                                                        | Gherteniș                                                       | Giurgiova                                                       | Globu Craiovei                                                  |                                                                 |                                                                 |                                                                 |                                                                 |                                                                 |
| Goleț                                                           | Gornea                                                          | Grădinari                                                       | Greoni                                                          |                                                                 |                                                                 |                                                                 |                                                                 |                                                                 |                                                                 |
| I ↑ A B C D E F G H I Î J K L M N O P Q R S Ș T Ț U V W X Y Z ↓ |                                                                 |                                                                 |                                                                 |                                                                 |                                                                 |                                                                 |                                                                 |                                                                 |                                                                 |
| Iabalcea                                                        | Iablanița                                                       | Iam                                                             | Iaz                                                             | Iertof                                                          |                                                                 |                                                                 |                                                                 |                                                                 |                                                                 |
| Ilidia                                                          | Ilova                                                           | Ineleț                                                          | Izgar                                                           |                                                                 |                                                                 |                                                                 |                                                                 |                                                                 |                                                                 |
| J ↑ A B C D E F G H I Î J K L M N O P Q R S Ș T Ț U V W X Y Z ↓ |                                                                 |                                                                 |                                                                 |                                                                 |                                                                 |                                                                 |                                                                 |                                                                 |                                                                 |
| Jitin                                                           | Jupa                                                            |                                                                 |                                                                 |                                                                 |                                                                 |                                                                 |                                                                 |                                                                 |                                                                 |
| L ↑ A B C D E F G H I Î J K L M N O P Q R S Ș T Ț U V W X Y Z ↓ |                                                                 |                                                                 |                                                                 |                                                                 |                                                                 |                                                                 |                                                                 |                                                                 |                                                                 |
| Lăpușnicel                                                      | Lăpușnicu Mare                                                  | Lescovița                                                       | Liborajdea                                                      | Liubcova                                                        |                                                                 |                                                                 |                                                                 |                                                                 |                                                                 |
| Luncavița                                                       |                                                                 |                                                                 |                                                                 |                                                                 |                                                                 |                                                                 |                                                                 |                                                                 |                                                                 |
| M ↑ A B C D E F G H I Î J K L M N O P Q R S Ș T Ț U V W X Y Z ↓ |                                                                 |                                                                 |                                                                 |                                                                 |                                                                 |                                                                 |                                                                 |                                                                 |                                                                 |
| Macoviște                                                       | Marga                                                           | Măcești                                                         | Măru                                                            | Mătnicu Mare                                                    |                                                                 |                                                                 |                                                                 |                                                                 |                                                                 |
| Măureni                                                         | Mehadia                                                         | Mehadica                                                        | Mercina                                                         | Milcoveni                                                       |                                                                 |                                                                 |                                                                 |                                                                 |                                                                 |
| Moceriș                                                         | Moldova Nouă                                                    | Moldova Veche                                                   | Moldovița                                                       |                                                                 |                                                                 |                                                                 |                                                                 |                                                                 |                                                                 |
| N ↑ A B C D E F G H I Î J K L M N O P Q R S Ș T Ț U V W X Y Z ↓ |                                                                 |                                                                 |                                                                 |                                                                 |                                                                 |                                                                 |                                                                 |                                                                 |                                                                 |
| Naidăș                                                          | Nicolinț                                                        |                                                                 |                                                                 |                                                                 |                                                                 |                                                                 |                                                                 |                                                                 |                                                                 |
| O ↑ A B C D E F G H I Î J K L M N O P Q R S Ș T Ț U V W X Y Z ↓ |                                                                 |                                                                 |                                                                 |                                                                 |                                                                 |                                                                 |                                                                 |                                                                 |                                                                 |
| Obreja                                                          | Ocna de Fier                                                    | Ohaba-Mâtnic                                                    | Oravița                                                         | Oțelu Roșu                                                      |                                                                 |                                                                 |                                                                 |                                                                 |                                                                 |
| P ↑ A B C D E F G H I Î J K L M N O P Q R S Ș T Ț U V W X Y Z ↓ |                                                                 |                                                                 |                                                                 |                                                                 |                                                                 |                                                                 |                                                                 |                                                                 |                                                                 |
| Padina Matei                                                    | Păltiniș                                                        | Pătaș                                                           | Pârneaura                                                       | Pecinișca                                                       |                                                                 |                                                                 |                                                                 |                                                                 |                                                                 |
| Petnic                                                          | Petrilova                                                       | Petroșnița                                                      | Plugova                                                         | Pojejena                                                        |                                                                 |                                                                 |                                                                 |                                                                 |                                                                 |
| Potoc                                                           | Prigor                                                          | Prilipeț                                                        | Prisian                                                         |                                                                 |                                                                 |                                                                 |                                                                 |                                                                 |                                                                 |
| R ↑ A B C D E F G H I Î J K L M N O P Q R S Ș T Ț U V W X Y Z ↓ |                                                                 |                                                                 |                                                                 |                                                                 |                                                                 |                                                                 |                                                                 |                                                                 |                                                                 |
| Radimna                                                         | Ramna                                                           | Răcășdia                                                        | Remetea-Pogănici                                                | Reșița                                                          |                                                                 |                                                                 |                                                                 |                                                                 |                                                                 |
| Ruginosu                                                        | Rusca Montană                                                   | Ruschița                                                        | Rusova Nouă                                                     | Rusova Veche                                                    |                                                                 |                                                                 |                                                                 |                                                                 |                                                                 |
| S ↑ A B C D E F G H I Î J K L M N O P Q R S Ș T Ț U V W X Y Z ↓ |                                                                 |                                                                 |                                                                 |                                                                 |                                                                 |                                                                 |                                                                 |                                                                 |                                                                 |
| Sacu                                                            | Sasca Montană                                                   | Sasca Română                                                    | Sat Bătrân                                                      | Sălbăgelu Nou                                                   |                                                                 |                                                                 |                                                                 |                                                                 |                                                                 |
| Scăiuș                                                          | Secășeni                                                        | Secu                                                            | Sfânta Elena                                                    | Sichevița                                                       |                                                                 |                                                                 |                                                                 |                                                                 |                                                                 |
| Slatina-Nera                                                    | Slatina-Timiș                                                   | Socol                                                           | Socolari                                                        | Steierdorf                                                      |                                                                 |                                                                 |                                                                 |                                                                 |                                                                 |
| Streneac                                                        | Surducu Mare                                                    |                                                                 |                                                                 |                                                                 |                                                                 |                                                                 |                                                                 |                                                                 |                                                                 |
| Ș ↑ A B C D E F G H I Î J K L M N O P Q R S Ș T Ț U V W X Y Z ↓ |                                                                 |                                                                 |                                                                 |                                                                 |                                                                 |                                                                 |                                                                 |                                                                 |                                                                 |
| Șopotu Nou                                                      | Șopotu Vechi                                                    | Șoșdea                                                          | Știnăpari                                                       | Șușca                                                           |                                                                 |                                                                 |                                                                 |                                                                 |                                                                 |
| T ↑ A B C D E F G H I Î J K L M N O P Q R S Ș T Ț U V W X Y Z ↓ |                                                                 |                                                                 |                                                                 |                                                                 |                                                                 |                                                                 |                                                                 |                                                                 |                                                                 |
| Târnova                                                         | Teregova                                                        | Ticvaniu Mare                                                   | Ticvaniu Mic                                                    | Tincova                                                         |                                                                 |                                                                 |                                                                 |                                                                 |                                                                 |
| Topleț                                                          | Turnu Ruieni                                                    |                                                                 |                                                                 |                                                                 |                                                                 |                                                                 |                                                                 |                                                                 |                                                                 |
| V ↑ A B C D E F G H I Î J K L M N O P Q R S Ș T Ț U V W X Y Z ↓ |                                                                 |                                                                 |                                                                 |                                                                 |                                                                 |                                                                 |                                                                 |                                                                 |                                                                 |
| Valea Bolvașnița                                                | Valeadeni                                                       | Valea Mare                                                      | Valeapai                                                        | Valea Sicheviței                                                |                                                                 |                                                                 |                                                                 |                                                                 |                                                                 |
| Valea Timișului                                                 | Var                                                             | Vălișoara                                                       | Vărădia                                                         | Vârciorova                                                      |                                                                 |                                                                 |                                                                 |                                                                 |                                                                 |
| Verendin                                                        | Vermeș                                                          | Voislova                                                        | Vrani                                                           | Vrăniuț                                                         |                                                                 |                                                                 |                                                                 |                                                                 |                                                                 |
| Z ↑ A B C D E F G H I Î J K L M N O P Q R S Ș T Ț U V W X Y Z ↓ |                                                                 |                                                                 |                                                                 |                                                                 |                                                                 |                                                                 |                                                                 |                                                                 |                                                                 |
| Zăgujeni                                                        | Zăsloane                                                        | Zăvoi                                                           | Zlatița                                                         | Zorlențu Mare                                                   |                                                                 |                                                                 |                                                                 |                                                                 |                                                                 |